# Stara Bystrzyca

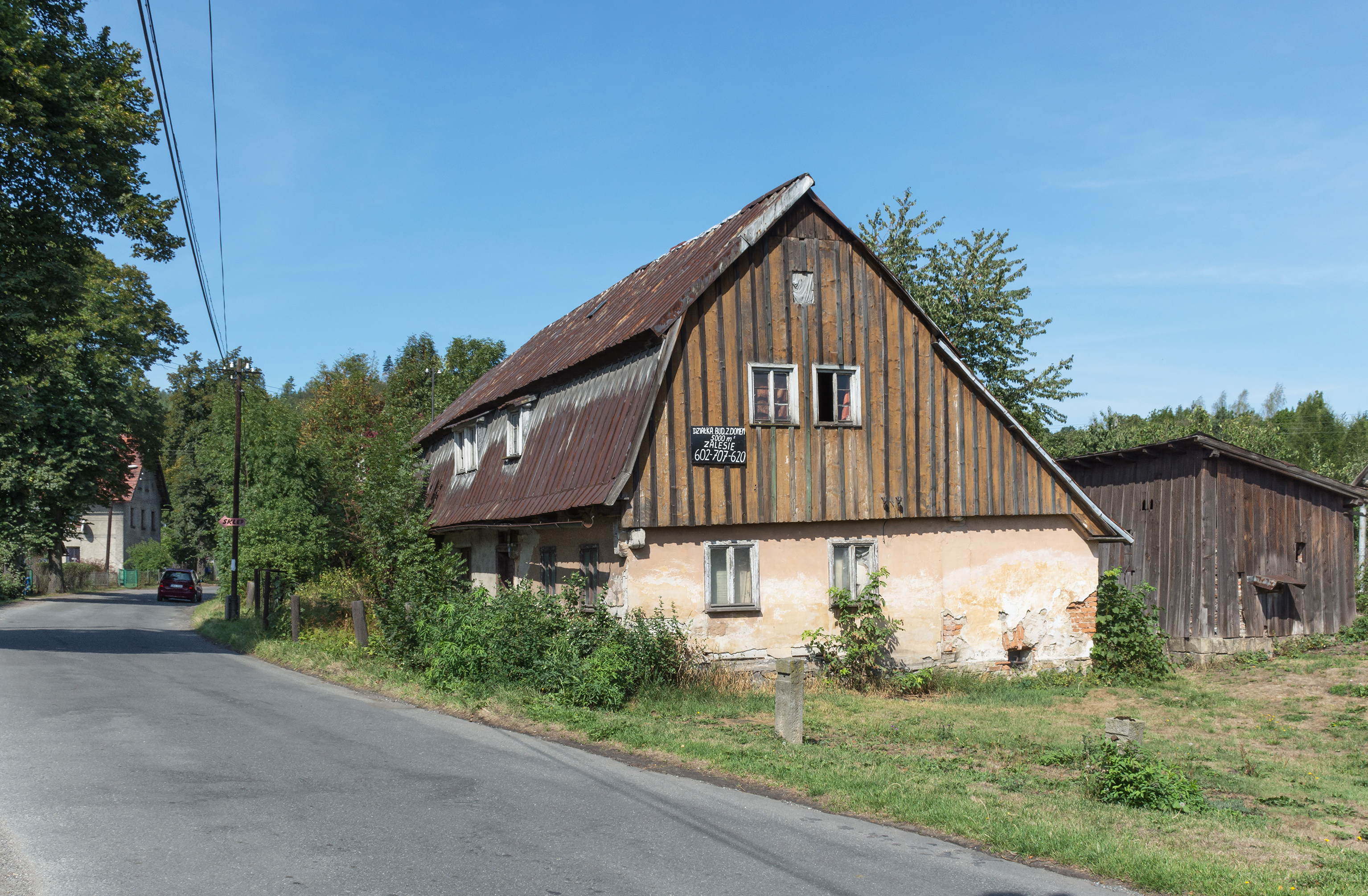
Dom nr 68

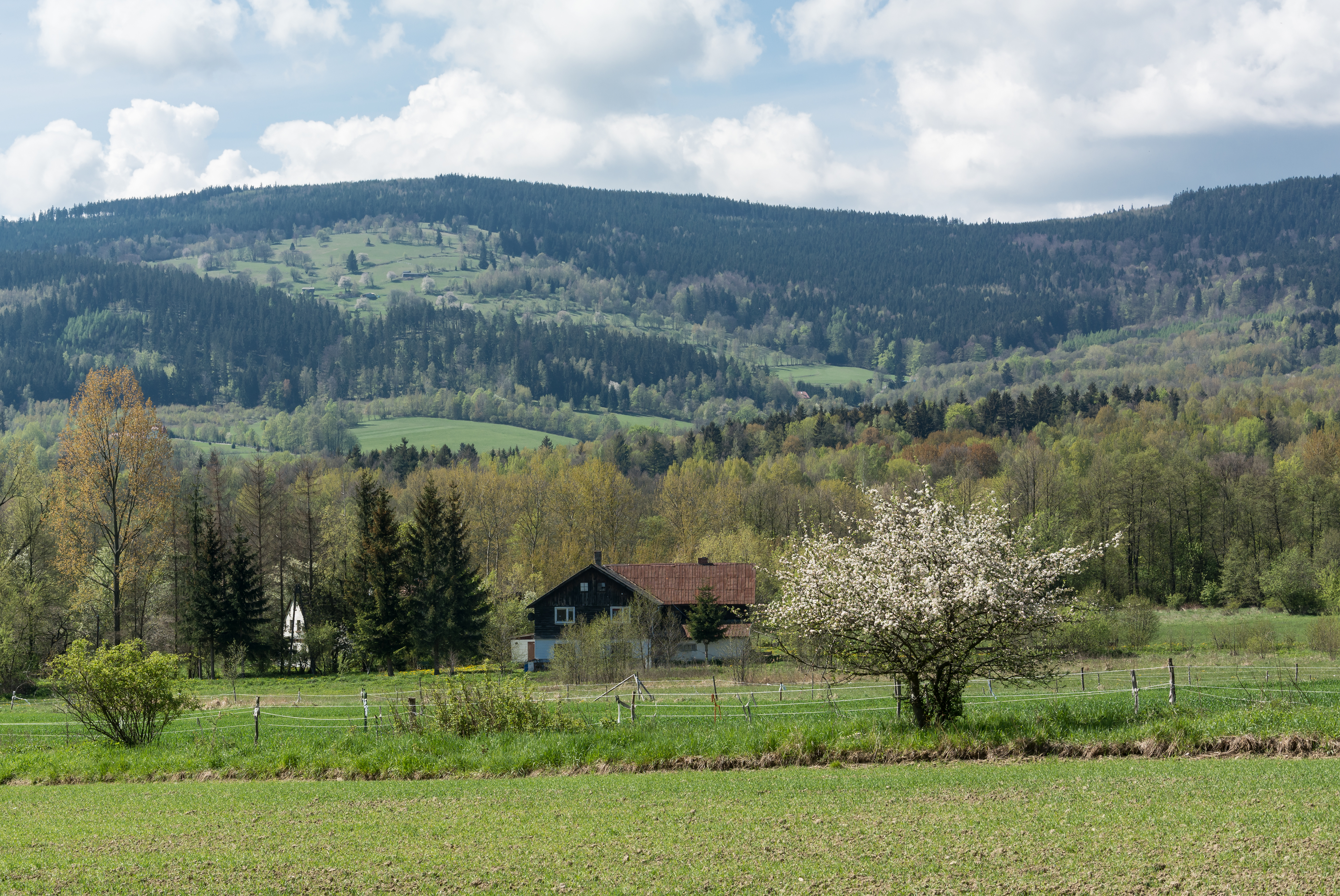
Dom w Starej Bystrzycy, w tle Góry Bystrzyckie

Stara Bystrzyca (niem. Alt Weistritz) – wieś w Polsce, położona w województwie dolnośląskim, w powiecie kłodzkim, w gminie Bystrzyca Kłodzka, nad rzeką Bystrzycą Łomnicką. Zabudowa miejscowości ma charakter łańcuchówki.

## Położenie
Stara Bystrzyca to wieś łańcuchowa o długości około 3 km, leżąca pomiędzy Bystrzycą Kłodzką na wschodzie i Nową Bystrzycą na zachodzie, na wysokości 360–380 m n.p.m.

## Podział administracyjny
W latach 1945–1954 Stara Bystrzyca była siedzibą gminy Stara Bystrzyca. W latach 1975–1998 miejscowość należała administracyjnie do województwa wałbrzyskiego.

## Nazwa
W średniowieczu miejscowość nazywała się Alden Wystricz, a wiekach późniejszych Alt Weistritz. 12 listopada 1946 nadano miejscowości polską nazwę Stara Bystrzyca.

## Historia
Najstarsze znane wzmianki o miejscowości o nazwie Weistritz pochodzą z 1316 roku. W XIV wieku Stara Bystrzyca należała do rodziny Glaubitzów. W 1381 roku znajdował się w miejscowości młyn, sprzedany przez Glaubitzów szpitalowi bystrzyckiemu. W XV wieku miejscowość stała się własnością królewską, a następnie została kupiona przez magistrat Bystrzycy. W 1765 roku powstało tu wolne sołectwo. W roku 1840 we wsi było 136 domów, w tym: szkoła katolicka, dwa młyny wodne, tartak, gorzelnia, bielnik i kilka warsztatów tkackich. Pod koniec XIX wieku  Kłodzkie Towarzystwo Górskie wytyczyło w okolicy szlaki turystyczne, a na Przełęczy Spalona powstała gospoda, co przyczyniło się do turystycznego znaczenia miejscowości. W 1910 roku miejscowość miała 1030 mieszkańców.

## Gospodarka
W Starej Bystrzycy znajdują się m.in.: piekarnia, należąca do Gminnej Spółdzielni „Samopomoc Chłopska” w Bystrzycy Kłodzkiej, 2 sklepy spożywcze, nieczynny kamieniołom (kopalnia odkrywkowa kamienia nieopodal piekarni) i kilka przedsiębiorstw usługowych, służących głównie społeczności lokalnej.

## Zabytki
W miejscowości jest sporo starych domów z XVII i XIX wieku, a przy budynku nr 22 stoi kapliczka słupowa.

## Szlaki turystyczne
- droga Szklary-Samborowice – Jagielno – Przeworno – Gromnik – Biały Kościół – Żelowice – Ostra Góra – Niemcza – Gilów – Piława Dolna – Góra Parkowa – Bielawa – Kalenica – Nowa Ruda – Sarny – Tłumaczów – Radków – Skalne Wrota – Pasterka – Karłów – Lisia Przełęcz – Białe Skały – Skalne Grzyby – Batorówek – Batorów – Skała Józefa – Duszniki-Zdrój – Schronisko PTTK „Pod Muflonem” – Szczytna – Zamek Leśna – Polanica-Zdrój – Przełęcz Sokołowska – Łomnicka Równia – Huta – Zalesie – Stara Bystrzyca – Bystrzyca Kłodzka – Pławnica – Szklary – Igliczna – Międzygórze – Jawor – Przełęcz Puchacza[7]